# New Vienna (Iowa)
New Vienna és una població dels Estats Units a l'estat d'Iowa. Segons el cens del 2000 tenia 400 habitants.

## Demografia
Segons el cens del 2000, New Vienna tenia 400 habitants, 167 habitatges, i 122 famílies. La densitat de població era de 343,2 habitants/km².
Dels 167 habitatges en un 27,5% hi vivien nens de menys de 18 anys, en un 60,5% hi vivien parelles casades, en un 7,8% dones solteres, i en un 26,9% no eren unitats familiars. En el 25,7% dels habitatges hi vivien persones soles el 15,6% de les quals corresponia a persones de 65 anys o més que vivien soles. El nombre mitjà de persones vivint en cada habitatge era de 2,4 i el nombre mitjà de persones que vivien en cada família era de 2,88.
Per edats la població es repartia de la següent manera: un 21,8% tenia menys de 18 anys, un 8,3% entre 18 i 24, un 25,3% entre 25 i 44, un 21,5% de 45 a 60 i un 23,3% 65 anys o més.
L'edat mediana era de 40 anys. Per cada 100 dones de 18 o més anys hi havia 98,1 homes.
La renda mediana per habitatge era de 36.500 $ i la renda mediana per família de 46.875 $. Els homes tenien una renda mediana de 31.375 $ mentre que les dones 23.125 $. La renda per capita de la població era de 25.285 $. Entorn del 7% de les famílies i el 6,8% de la població estaven per davall del llindar de pobresa.

## Poblacions més properes
El següent diagrama mostra les poblacions més properes.